# 2015年小笠原群岛地震
2015年小笠原群岛地震是一场2015年5月30日20时23分左右发生于日本小笠原群岛附近海域的地震。本次地震的规模为Mj 8.1级，Mw 7.9级，震源深度约681km。本次地震属于深源地震，为1900年后世界上8级规模程度地震的最深地震。本次地震虽未造成人员遇难，但造成了13人受伤。

## 地震详情

### 紧急地震速报
虽然本次地震规模十分巨大，但由于本次地震震源深度约600公里深，且现有公式无法适用于深源地震，推定出正确的震度非常困难，因而日本气象厅没有发布紧急地震速报（警报）。这一定程度上反映出深源地震难预警的性质。然而，有一些地震速报软件却计算出预计最大震度7，并对其使用用户发布了紧急地震速报（如Solive24）。

### 机构反应
地震发生当天，日本气象厅（JMA）发布地震速报值，测定日本小笠原群岛附近海域发生Mj 8.5级地震，震源深度约590km。日本气象厅关于本次地震的发布会如期举行，由地震情报企划官中村浩二主持。2015年5月31日，日本气象厅在官网上发布了关于修订本次地震要素的公告。将本次地震的规模由Mj 8.5级修订为Mj 8.1级，震源深度由590km修订为681km。在日本气象厅发布的地震月报中，提及了本次地震的矩震级，为Mw 7.9级。日本气象厅还指出，此次地震是太平洋板块沉降时在其内部深处发生的。由于地震波在板块内部不容易衰减，地震波传到了日本关东地方等地。
美国地质勘探局测定本次地震规模为Mw 7.8级，震源深度约664.0千米。虽然美国地质勘探局所测定的最大烈度为3度（III），但通过收集互联网用户的问卷调查数据，从而估算出各地域的地震烈度資訊的DYFI页面则推算出本次地震的最大烈度为5度（V）。
中国地震局地球物理研究副所长、研究员张东宁称，深源地震以7级左右比较多，在如此深的地方发生8级大地震比较少见。中国地震台网认为，本次地震震感传播之广是此次地震的特点之一：震源位于地幔中，地震波传播速度更快，能量衰减减慢，低频成份携带的巨大能量得以传播更远。

### 烈度分布
下列表格列出了日本气象厅震度阶级大于等于4的地区。
| 震度 | 都道府县 | 市区町村 |
| ---- | -------- | --- |
| 5强  | 東京都   | 母岛 |
| 5强  | 神奈川县 | 二宫町 |
| 5弱  | 埼玉县   | 鸿巢市 春日部市 工代町 |
| 4    | 茨城县   | 常陸太田市 笠間市 茨城町 古河市 石岡市 取手市 河内町 境町 坂東市 稻敷市 筑西市 常總市 筑波未来市 |
| 4    | 栃木县   | 栃木市 佐野市 野木町 高根泽町 |
| 4    | 群馬县   | 館林市 明和町 大泉町 邑樂町 |
| 4    | 埼玉县   | 熊谷市 行田市 加須市 久喜市 吉見町 川口市 草加市 蕨市 戸田市 志木市 八潮市 富士見市 三乡市 蓮田市 幸手市 鶴島市 吉川市 伊奈町 三芳町 川島町 杉戸町 松伏町 埼玉市大宫区 埼玉市見沼区 埼玉市中央区 埼玉市樱区 埼玉市南区 埼玉市緑区 白岡市 |
| 4    | 千葉县   | 長生村 白子町 長柄町 千葉市中央区 千葉市美浜区 市川市 船橋市 野田市 柏市 市原市 流山市 浦安市 館山市 木更津市 鴨川市 君津市 鋸南町 夷隅市 南房总市                                                                                       |
| 4    | 東京都   | 千代田区 中央区 港区 文京區 墨田區 江東区 品川区 大田区 澀谷區 豐島區 北區 荒川區 板橋区 練馬區 足立區 葛飾區 江戶川區 青島村 父岛 |
| 4    | 神奈川县 | 横滨市西区 横滨市中区 横滨市保土谷区 横滨市港北区 横滨市戶塚区 横滨市泉区 川崎市川崎区 平塚市 藤澤市 茅崎市 海老名市 綾瀨市 寒川町 小田原市 厚木市 大井町                                                                                |
| 4    | 山梨县   | 忍野村 |
| 4    | 长野县   | 佐久市 |
| 4    | 靜岡縣   | 伊豆之國市 |

台灣部分區域也觀測到此次地震搖晃。
| 最大震度 | 縣市地區                                                     |
| -------- | ------------------------------------------------------------ |
| 1級      | 花蓮縣花蓮市、台東縣蘭嶼、基隆市、彰化縣彰化市、雲林縣斗六市 |

## 影响
在地震发生后，日本政府在官邸的危机管理中心设置了联络室，用于收集信息。日本气象厅认为，本次地震为1900年后世界上8级规模程度地震的最深地震，并将本次地震列入了日本附近主要被害地震列表中。本次地震共造成2栋房屋部分损毁，东京都、神奈川县和埼玉县13人受伤。虽然震中距超过了1000千米，但东京都震感明显，东京都内部分超市的货架一些物品散落。甚至远在中国的一些网友在社交平台上也发布了关于感受到震动的消息。